# Chryzostom (Kalaitsis)
Chryzostom, imię świeckie Chrisostomos Kalaitsis (ur. 1946 w Agridii) – duchowny prawosławny w jurysdykcji Patriarchatu Konstantynopola, od 1995 tytularny metropolita Miry (odpowiedzialny za regiony Bosfor i Samatya w Arcybiskupstwie Konstantynopola). 

## Życiorys
Święcenia diakonatu przyjął 2 kwietnia 1972, a prezbiteratu 18 listopada 1995. Chirotonię biskupią otrzymał 25 listopada 1995.